# Залив Сидра
Залив Сидра је део Средоземног мора, северно од Либије. Познат је и као Сиртски залив по граду Сирт. Воде залива су најтполије од свих у Средоземном мору. С времена на време Либија тврди да је цео залив њена територилна вода, мада се друге земље држе међународног стандарда од 22,2 km од обале. Залив је значајан по лову на туну. 